# Emelyn Whiton
Emelyn Whiton est une skippeuse américaine, née le 1er mars 1916 à New York et morte le 1er mars 1962 dans la Jamaica Bay.

## Biographie
Emelyn Thatcher Whiton naît le 1er mars 1916 à New York.
Elle participe à la course de classe 6 Metre des Jeux olympiques d'été de 1952 à Helsinki où elle remporte avec son mari Herman Whiton, Eric Ridder, Everard Endt, John Morgan et Julian Roosevelt la médaille d'or à bord du Llanoria.
Elle meurt à l'âge de 46 ans lors du crash du vol 1 American Airlines peu après son décollage de l'aéroport international de New York.